# كارل بوبر

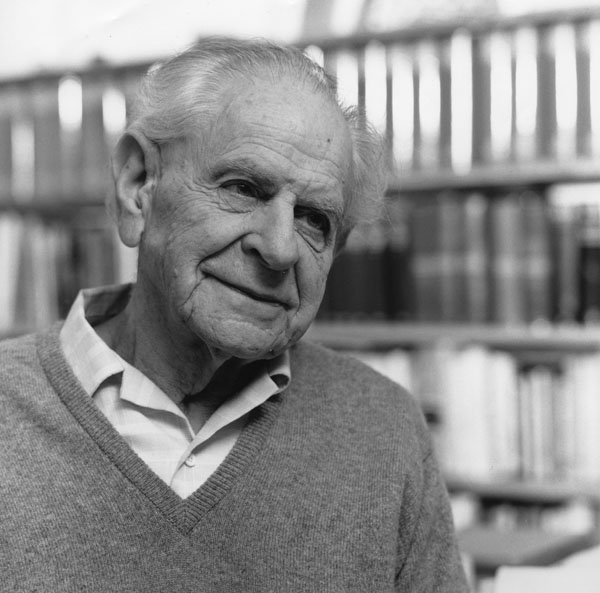
كارل بوبر

كارل ريموند بوبر (بالألمانية: Karl Raimund Popper) (28 يوليو 1902 في فينا - 17 سبتمبر 1994 في لندن) فيلسوف نمساوي-إنكليزي متخصص في فلسفة العلوم. عمل مدرسا في كلية لندن للاقتصاد. يعتبر كارل بوبر أحد أهم وأغزر المؤلفين في فلسفة العلم في القرن العشرين كما كتب بشكل موسع عن الفلسفة الاجتماعية والسياسية.
والداه يهوديان بالأصل لكنهما تحولا للديانة المسيحية، إلا أن بوبر يصف نفسه باللاأدري. درس الرياضيات والتاريخ وعلم النفس والفيزياء والموسيقى والفلسفة وعلوم التربية. عام 1928 حصل على درجة الدكتوراه في مجال مناهج علم النفس الإدراكي. 1930 تزوج، وبدأ كتابة أول أعماله، الذي نُشر في صورة مختصرة بعنوان «منطق البحث» 1934, وفي طبعة كاملة عام 1979 بعنوان «المشكلتان الرئيسيتان في النظرية المعرفية». 1937 هاجر إلى نيوزيلندا حيث قام بالتدريس في عدة جامعات هناك، وألف كتاب المجتمع المفتوح وأعداؤه 1945، والذي اكتسب من خلاله شهرة عالمية كاتبا سياسيا.
أهم سمة تميز أعماله الفلسفية هي البحث عن معيار صادق للعقلانية العلمية. ما بين عامي 1949 ـ 1969 عمل أستاذاً للمنطق والمناهج العلمية بجامعة لندن. حصل في عام 1965 على لقب «سير».

## حياته

### العائلة والتدريب
ولد كارل بوبر في فيينا (حينها في النمسا-المجر) في عام 1902 لوالدين من الطبقة الوسطى العليا. كانت جميع أجداد بوبر يهود مستمعين، وتحولت عائلته إلى اللوثرية قبل ولادته، وبالتالي تلقى عمادًا لوثريًا. وكان والده، سيمون زيغموند كارل بوبر (1856-1932)، محاميًا من بوهيميا وحاصلًا على درجة الدكتوراه في القانون من جامعة فيينا. وكانت والدته، جيني شيف (1864-1938)، عازفة بيانو ماهرة من أصل سيليزي وهنغاري. كان عمّ بوبر هو الفيلسوف النمساوي يوزيف بوبر لينكيوس. بعد استقرارهم في فيينا، قامت عائلة بوبر بتحقيق صعود اجتماعي سريع في المجتمع الفييني، حيث أصبح والد بوبر شريكًا في شركة محاماة لرئيس بلدية فيينا الليبرالي رايموند غروبل، وبعد وفاته في عام 1898، تولى الأعمال. حصل بوبر على اسمه الأوسط من غروبل. (في سيرته الذاتية، يتذكر بوبر خطأً أن اسم غروبل الأول كان كارل). كان والديه أصدقاء مقربين من شقيقة سيغموند فرويد روزا جراف. وكان والده مكتفيًا بالكتب وكان لديه 12,000-14,000 مجلدًا في مكتبته الشخصية، وكان يهتم بالفلسفة والكلاسيكيات والقضايا الاجتماعية والسياسية. ورث بوبر كل من المكتبة والتصرف من والده. لاحقًا، وصف الأجواء التي نشأ فيها بوبر بأنها "كانت بلا شك كتابية".
ترك بوبر المدرسة في سن السادسة عشرة وحضر محاضرات في الرياضيات والفيزياء والفلسفة وعلم النفس وتاريخ الموسيقى كطالب ضيف في جامعة فيينا. في عام 1919، أصبح بوبر جذبًا للماركسية وانضم فيما بعد إلى جمعية طلاب المدارس الاشتراكية. أصبح أيضًا عضوًا في حزب العمال الاشتراكي الديمقراطي النمساوي، الذي كان في ذلك الوقت حزبًا اعتمد بشكل كامل على الأيديولوجية الماركسية. بعد المعركة الشارعية في هورلغاسه في 15 يونيو 1919، عندما أطلقت الشرطة النار على ثمانية من رفاقه الحزب الذين كانوا بلا سلاح، تحول بعيدًا عن ما رآه كفلسفة كارل ماركس في المادية التاريخية، وتخلى عن الأيديولوجية، وظل منصرفًا نحو الليبرالية الاجتماعية طوال حياته.
عمل بوبر في بناء الطرق لفترة قصيرة ولكنه لم يتمكن من التعامل مع العمل الشاق. وفي حين كان مستمرًا في حضور الجامعة كطالب ضيف، بدأ في فترة تدريب كنجار، التي أكملها كسائح. كان يحلم في تلك الفترة بإنشاء مركز رعاية نهارية للأطفال، حيث اعتبر أن القدرة على صنع الأثاث قد تكون مفيدة. بعد ذلك، قام بخدمة تطوعية في إحدى عيادات الطفولة التابعة للألفريد أدلر عالم النفس. في عام 1922، أكمل الماتورا من خلال فرصة تعليم ثانية وانضم أخيرًا إلى الجامعة كطالب عادي. أكمل امتحانه كمعلم ابتدائي في عام 1924 وبدأ العمل في نادي رعاية ما بعد المدرسة للأطفال المعرضين اجتماعيًا. في عام 1925، ذهب إلى المعهد التربوي الألماني واستمر في دراسة الفلسفة وعلم النفس. في تلك الفترة، بدأ في المحافل مع يوزفين أنا هينينغر، التي أصبحت في وقت لاحق زوجته. قرر بوبر وزوجته عدم إنجاب أطفال بسبب ظروف الحرب في السنوات الأولى من زواجهما. علق بوبر قائلاً إن هذا "كان ربما قرارًا جبانًا ولكنه في طريقة ما قرارًا صحيحًا".
في عام 1928، حصل بوبر على دكتوراه في علم النفس، تحت إشراف كارل بوهلر - مع موريتز شليك كرئيس ثاني للجنة للرسالة العليا. كانت رسالته بعنوان حول مسألة الأساليب في علم النفس التفكير. في عام 1929، حصل على إذن لتدريس الرياضيات والفيزياء في المدرسة الثانوية وبدأ في القيام بذلك. تزوج زميلته جوزيفين أنا هينينغر (1906-1985) في عام 1930. خشية من صعود النازية وتهديد أنشلوس، بدأ في استخدام المساء والليالي لكتابة كتابه الأول المشكلتين الأساسيتين في نظرية المعرفة. كان يحتاج إلى نشر كتاب للحصول على وظيفة أكاديمية في بلد آمن للناس من أصل يهودي. في النهاية، لم ينشر العمل الثنائي المجلد، ولكن بدلاً من ذلك، نشر نسخة مختصرة مع بعض المواد الجديدة باسم منطق البحث العلمي في عام 1934. هنا، انتقد النفسية العلمية، الطبيعية، الاستقرائية، والإيجابية المنطقية، وطرح نظريته حول القابلية للفحص كمعيار يفصل العلم عن غير العلم. في عامي 1935 و1936، أخذ إجازة بدون راتب للذهاب إلى المملكة المتحدة للدراسة.

### الحياة الأكاديمية

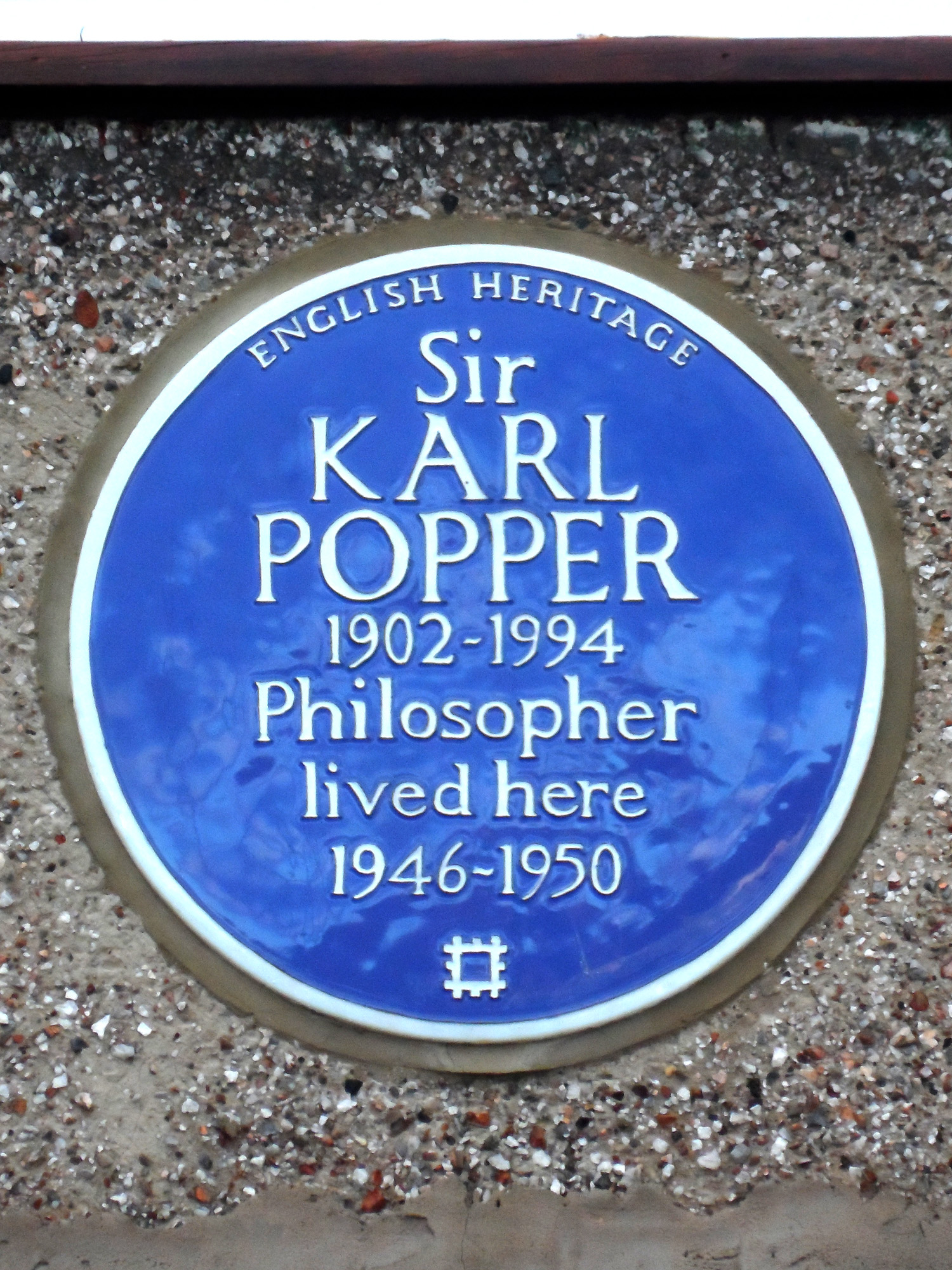
لوحة هيئة التراث الإنجليزي الزرقاء في بيرلينجتون رايز، أوكلي بارك، لندن

في عام 1937، نجح بوبر أخيرًا في الحصول على وظيفة تسمح له بالهجرة إلى نيوزيلندا، حيث أصبح محاضرًا في الفلسفة في كلية جامعة كانتربري التابعة لجامعة نيوزيلندا في كريستشرش. وكان هنا أين كتب أعماله المؤثرة المجتمع المفتوح وأعداؤه. في دنيدن، التقى بأستاذ الفيزيولوجيا جون كاريو إيكلز وأقام صداقة مدى الحياة معه. في عام 1946، بعد الحرب العالمية الثانية، انتقل إلى المملكة المتحدة ليصبح قارئًا في المنطق والأسلوب العلمي في المدرسة الاقتصادية في لندن (LSE)، التي تتبع لجامعة لندن، حيث عُيَّن بعد ثلاث سنوات، في عام 1949، أستاذًا للمنطق وأسلوب البحث العلمي. كان بوبر رئيسًا لجمعية الأرسطوطاليين من عام 1958 إلى عام 1959. اعتزل بوبر الحياة الأكاديمية في عام 1969، على الرغم من أنه ظل نشطًا فكريًا طوال حياته. في عام 1985، عاد إلى النمسا حتى تتمكن زوجته من أن تكون بجوار أقاربها خلال الأشهر الأخيرة من حياتها؛ توفيت في نوفمبر من ذلك العام. بعد فشل جمعية لودفيغ بولتسمان في تعيينه كمدير لفرع حديث تعنى بفلسفة العلم، عاد مرة أخرى إلى المملكة المتحدة في عام 1986، حيث استقر في كينلي، سوري.

### الوفاة

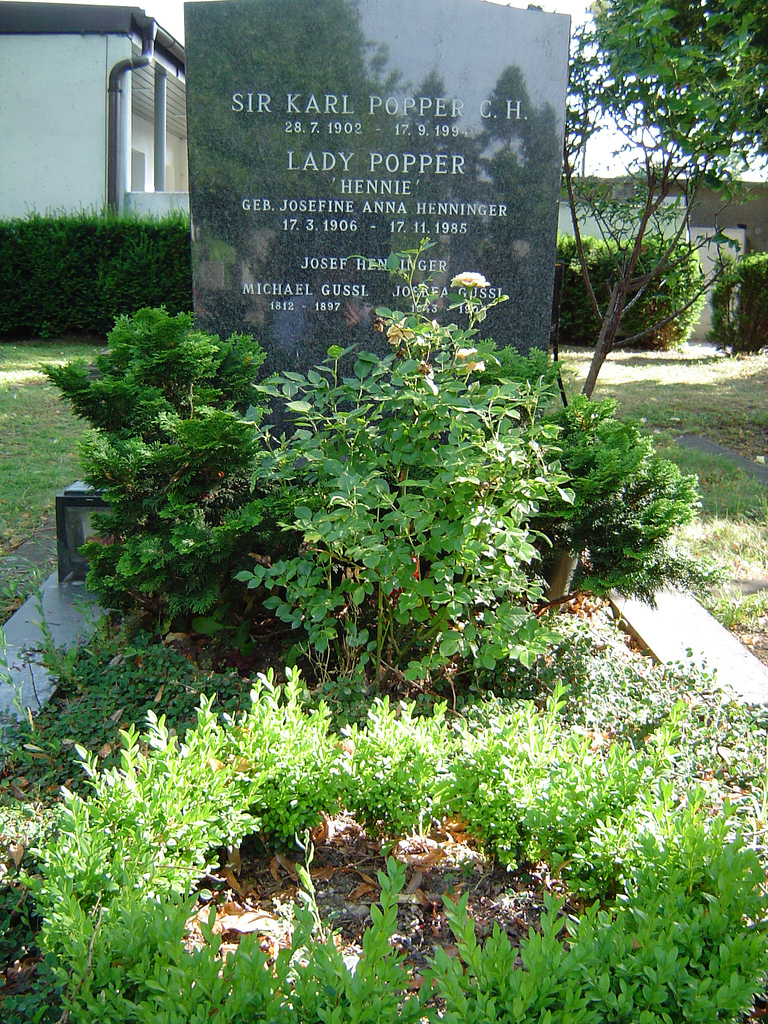
قبر بوبر في لينزر فريدهوف في فيينا، النمسا

تُوفي بوبر بسبب "مضاعفات السرطان والالتهاب الرئوي وفشل الكلى" في كينلي عن عمر يناهز 92 عامًا في 17 سبتمبر 1994. كان يعمل بوبر بشكل مستمر على فلسفته حتى أسبوعين قبل وفاته، حيث أصيب فجأة بمرض عضال، وكتب آخر رسالة له قبل أسبوعين من وفاته أيضًا.
بعد الحرق، تم نقل رماده إلى فيينا ودُفن في مقبرة لينزر بجوار مركز اذاعة وتلفزيون النمسا، حيث تم دفن زوجته جوزفين آنا بوبر (الملقبة بـ "هيني") بالفعل. تدير مليتا ميو، سكرتيرة بوبر ومساعدته الشخصية، إرث بوبر. تم نقل مخطوطات بوبر إلى معهد هوفر في جامعة ستانفورد، جزئيًا أثناء حياته وجزئيًا كمواد إضافية بعد وفاته. حصلت جامعة كلاغنفورت على مكتبة بوبر في عام 1995. أُنشئت أرشيفات كارل بوبر في مكتبة جامعة كلاغنفورت، تحتفظ بمكتبة بوبر التي تحتوي على نحو 6,000 كتاب، بما في ذلك كتبه الثمينة، بالإضافة إلى نسخ ورقية من المواد الأصلية في هوفر وأفلام ميكروفيلم للمواد التكميلية. المكتبة، فضلاً عن مجموعات أخرى جزئية، مفتوحة لأغراض البحث. تم نقل معظم أجزاء الإرث إلى مؤسسة كارل بوبر الخيرية. في أكتوبر 2008، اقتنت جامعة كلاغنفورت حقوق التأليف من الإرث. وتحتفظ جامعة كلاغنفورت بالحقوق المؤلفية من الإرث منذ أكتوبر 2008.

## فلسفته

### خلفية أفكار بوبر
رفض بوبر للماركسية خلال مراهقته كان له تأثير عميق على فكره. شارك في نقابة اشتراكية في إحدى اللحظات، ولفترة قصيرة في عام 1919، اعتبر نفسه شيوعي. وعلى الرغم من أنه من المعروف أن بوبر عمل كفتى في مقر الشيوعيين، إلا أنه غير واضح ما إذا كان قد أصبح عضوًا في الحزب الشيوعي أم لا. خلال هذا الوقت، أصبح على دراية بالرؤية الماركسية للاقتصاد وصراع الطبقات والتاريخ. على الرغم من أنه أصبح بوبر سريعًا مصدرًا لخيبة أمل في آراء الماركسيين، إلا أن انخراطه بفكر الأيديولوجية أدى به إلى الابتعاد عن أولئك الذين يعتقدون أن سفك الدماء من أجل الثورة ضروري. ثم اعتبر أنه عندما يتعلق الأمر بالتضحية بحياة الإنسان، يجب التفكير والعمل بحذر شديد.
شكلت فشل الأحزاب الديمقراطية في منع الفاشية من السيطرة على السياسة النمساوية في العقود من العشرينيات والثلاثينيات صدمة كبيرة لبوبر. عانى من العواقب المباشرة لهذا الفشل، حيث أجبرته الأحداث بعد أنشلوس (ضم النمسا من قبل الرايخ الألماني في عام 1938) على الهجرة الدائمة. كتب أهم أعماله في ميدان علم الاجتماع - عقم المذهب التاريخي (1944) والمجتمع المفتوح وأعداؤه (1945) - كانت مستوحاة من تأملاته في أحداث زمنه، وتمثلت، في معنى ما، في رد فعل على الأيديولوجيات الشمولية التي كانت تهيمن على السياسة في وسط أوروبا آنذاك. دافعت كتبه عن ليبرالية الديمقراطية كفلسفة اجتماعية وفلسفة سياسية. كما كانت تمثل نقدًا واسع النطاق للافتراضات الفلسفية التي تقوم على جميع أشكال الشمولية.
اعتقد بوبر أن هناك تناقضًا بين نظريات سيغموند فرويد وألفريد أدلر، التي اعتبرها غير علمية، ونظرية النسبية لألبرت أينشتاين التي أحدثت ثورة في الفيزياء في أوائل القرن العشرين. اعتبر بوبر أن نظرية أينشتاين، باعتبارها نظرية مستندة بشكل صحيح إلى الفكر والطريقة العلمية، كانت "خطرة" بمعنى أنه كان من الممكن أن تستنتج نتائج منها تختلف كثيرًا عن تلك المتفق عليها في الفيزياء التقليدية. وكانت واحدة من تلك التنبؤات، أن الجاذبية يمكن أن تشتت الضوء، قد تم التحقق منها من خلال تجربة إدينغتون التي أُجريت في عام 1919. وعلى النقيض، كان يعتقد بوبر أنه لا يمكن، حتى في المبدأ، تفنيد نظريات التحليل النفسي. وبالتالي، خلص إلى استنتاج أن هذه النظريات لديها المزيد من التشابه مع الأساطير البدائية منها مع العلم الحقيقي.
وكان ذلك سببًا في أن بوبر قد استنتج أن ما اُعتبر قوة ملحوظة في نظريات التحليل النفسي كانت في الواقع نقاط ضعفها. صُممت نظريات التحليل النفسي بطريقة تجعلها قادرة على دحض أي انتقاد وتقديم تفسير لكل شكل ممكن من أشكال السلوك البشري. طبيعة هذه النظريات جعلت من المستحيل على أي انتقاد أو تجربة - حتى في المبدأ - أن تظهرها كخاطئة. وعندما تناول بوبر لاحقًا مشكلة التمييز في فلسفة العلم، أدى هذا الاستنتاج إليه إلى تأكيد أن قوة نظرية علمية تكمن في كونها قابلة للدحض، وعدم دحضها من خلال النقد الموجه إليها. واعتبر أنه إذا لم تكن النظرية قابلة للدحض بواسطة النقد، فإنها ليست نظرية علمية.

### فلسفة العلم

#### قابلية الدحض ومشكلة التمييز
صاغ بوبر مصطلح "العقلانية النقدية" لوصف فلسفته. رفض بوبر الرؤية التجريبية (التي تتبع من فلسفة كانط) التي تقول أن البيانات الأساسية ليست قابلة للخطأ؛ بل، وفقًا لبوبر، فإنها وصف للعالم في إطار نظري. فيما يتعلق بطريقة العلم، يشير مصطلح "العقلانية النقدية" إلى رفضه للتجريبية التقليدية، والتي نشأت عن التحليل الانطباع الذي نشأ منها.}}. هاجم بوبر هذا الأخير بقوة، معتبرًا أن النظريات العلمية هي طابعة بطبيعتها ويمكن اختبارها بشكل غير مباشر فقط، من خلال الرجوع إلى نتائجها. كما اعتبر أن نظرية العلم، والمعرفة البشرية عمومًا، هي تخمين أو فرضية ولا يمكن تقليلها أو تحديدها، وتولد من خلال الخيال الإبداعي لحل المشكلات التي نشأت في سياق تاريخي وثقافي معين.
منطقيًا، لا يمكن أن يؤكد أي عدد من النتائج الإيجابية على مستوى اختبارات التجربة نظرية علمية، ولكن الاستثناء الفردي يكون حاسمًا منطقيًا؛ إذ يظهر أن النظرية المستمدة منها التبعيات تكون كاذبة. يكمن حساب بوبر للتفاوت اللوجستي بين التحقق وقدرة الدحض في قلب فلسفته في العلم. كما ألهمته لتحديد قدرة الدحض كمعيار لمشكلة التحديد بين ما هو علمي حقيقي وما ليس علمي حقيقي: يجب أن تعتبر النظرية علمية إذا كانت قابلة للدحض. وهذا دفعه إلى مهاجمة مطالب كل من علم النفس التحليلي والماركسية المعاصرة بالحصول على وضع علمي، على أساس أن نظرياتهما غير قابلة للدحض.
القول بأن البيان المعطى (على سبيل المثال، بيان قانون في نظرية علمية ما) - دعونا نسميه "تي" - هو "قابل للدحض" لا يعني أن "تي" كاذب. يعني ذلك فقط أن المعرفة الخلفية حول التكنولوجيات القائمة، والتي توجد قبل ومستقلة عن النظرية، تسمح بتخيل أو تصوّر ملاحظات تتعارض مع النظرية. يُشترط فقط أن يمكن مراقبة هذه المراقبات المتناقضة بشكل محتمل بواسطة التكنولوجيات القائمة - يجب أن تكون المراقبات متبادلة الفاعلية. هذا هو الشرط المادي لقابلية الدحض. يُعتبر الأستاذ ألان تشالمرز أن "سقوط الطوب لأعلى عند الإفراج عنه" هو مثال على مراقبة وهمية تظهر أن قانون الجاذبية لنيوتن قابل للدحض.
في كتابه "كل حياة هي حل لمشكلة"، سعى بوبر لشرح تقدم المعرفة العلمية الظاهر - وهو كيف يبدو أن فهمنا للكون يتحسن مع مرور الوقت. هذه المشكلة تنشأ من وضعه الذي يقول أن مضمون حقائق نظرياتنا، حتى أفضلها، لا يمكن التحقق منه من خلال الاختبار العلمي، ولكن يمكن دحضه فقط. ومع وجود إمكانية الدحض اللوجستية فقط، كيف يمكننا شرح نمو المعرفة؟ في رأي بوبر، يعد تقدم المعرفة العلمية عملية "تطورية" تتسم بصيغته:
{\displaystyle \mathrm {PS} _{1}\rightarrow \mathrm {TT} _{1}\rightarrow \mathrm {EE} _{1}\rightarrow \mathrm {PS} _{2}.\,}
استجابةً لموقف معين للمشكلة (PS_1)، يتم تعريض عدد من الافتراضات المتنافسة، أو النظريات التجريبية (TT_1)، لأقصى محاولات الدحض الممكنة بطريقة منهجية. تؤدي هذه العملية، القضاء على الخطأ (EE_1)، وظيفة مماثلة للعلم تقوم بتنفيذها الاختيار الطبيعي في تطور الكائنات الحية. النظريات التي تعيش بشكل أفضل عملية الدحض ليست أكثر صحة، ولكن بدلاً من ذلك، أكثر "لياقة" - وبعبارة أخرى، أكثر تطبيقًا للموقف المعين للمشكلة (PS_1). وبناءً على ذلك، فإن تطور النظريات من خلال الطريقة العلمية قد يعكس، في رأي بوبر، نوعًا معينًا من التقدم: نحو مشاكل أكثر تعقيدًا وإثارة ({\displaystyle \mathrm {PS} _{2}}). بالنسبة لبوبر، يتم في التفاعل بين النظريات التجريبية (الافتراضات) وإزالة الأخطاء (الدحض) أن يتقدم المعرفة العلمية نحو مشاكل أكبر وأكبر؛ في عملية تشبه إلى حد كبير تفاعل التنوع الجيني والاختيار الطبيعي.

كتب بوبر أيضًا بشكل موسع ضد الشهير تفسير كوبنهاغن لميكانيكا الكم. كان يختلف بشدة مع نيلز بور بخصوص تأثير الأداة ودعم نهج الواقعية العلمية للنظريات العلمية حول الكون. وجد أن تفسير بور للكون يدخل الذاتية إلى الفيزياء، وادعى في وقت لاحق في حياته أن: 
"كان بور عالم فيزياء رائع، واحد من أعظم علماء الفيزياء على الإطلاق، لكنه كان فلاسفًا بائسًا، ولا يمكن التحدث إليه. كان يتحدث طوال الوقت، ويسمح لك في الغالب بكلمة أو كلمتين ثم يقاطع."
 تمثل قابلية الدحض في بوبر تمامًا تخطيئية تشارلز ساندرز برس في القرن التاسع عشر. في كتابه "في الساعات والغيوم" (1966)، أشار بوبر إلى أنه كان يتمنى لو كان على دراية بعمل بيرس في وقت سابق.

#### الدحض ومشكلة الاستقراء
من بين إسهاماته في الفلسفة يأتي ادعاؤه بحل مشكلة الاستقراء الفلسفية. يقول إنه في حين لا يوجد وسيلة لإثبات أن الشمس ستشرق يوميًا، يمكن صياغة نظرية تفيد بأن الشمس ستشرق يوميًا؛ إذا لم تشرق في يوم معين، ستكون النظرية قد دحضت ويجب استبدالها بنظرية مختلفة. حتى ذلك اليوم، لا داعي لرفض افتراض أن النظرية صحيحة. وليس منطقيًا، وفقًا لـ بوبر، أن نجعل افتراضًا أكثر تعقيدًا بدلاً من ذلك، مثل افتراض أن الشمس ستشرق حتى يوم معين ولكنها ستتوقف في اليوم التالي، أو عبارات مماثلة مع شروط إضافية. ستكون هذه النظرية صحيحة بدرجة أعلى لأنه لا يمكن مهاجمتها بسهولة:
- لدحض الأولى، يكفي أن نجد أن الشمس قد توقفت عن الشروق.
- لدحض الثانية، يحتاج المرء بشكل إضافي إلى افتراض أن اليوم المعين لم يتم بعد.

بوبر اعتبر أنه يجب عقلانيًا تفضيل النظرية الأقل احتمالًا أو الأكثر قابلية للدحض أو الأبسط التي تفسر الحقائق المعروفة. يظهر هنا اعتراضه على الإيجابية، التي اعتبرت أنه يجب تفضيل النظرية الأكثر احتمالًا لتكون صحيحة. يُثبت بوبر، وفقًا للإيجابية، أنه من المستحيل ضمان صحة نظرية، بل من المهم أن يمكن اكتشاف خطأها بسهولة.
أيضًا، وافق بوبر مع ديفيد هيوم على أن هناك غالبًا اعتقادًا نفسيًا بأن الشمس ستشرق غدًا وأنه لا يوجد تبرير منطقي للافتراض بأنها ستشرق، فقط لأنها فعلت ذلك دائمًا في الماضي. يكتب بوبر:

### العقلانية
بوبر اعتبر أن العقلانية لا تقتصر على مجال النظريات التجريبية أو العلمية فقط، بل أنها مجرد حالة خاصة من الطريقة العامة للانتقاد، أي طريقة العثور على التناقضات في المعرفة والتخلص منها دون اللجوء إلى تدابير عرفية. وفقًا لهذا الرأي، يمكن أن تكون النقاشات العقلانية حول الأفكار الميتافيزيقية، وقيم الأخلاق، وحتى حول الأغراض ممكنة. حاول تلميذ بوبر، و. و. بارتلي الثالث، تطريز هذه الفكرة وقدم الادعاء المثير للجدل بأنه ليس فقط يمكن للانتقاد أن يتجاوز المعرفة التجريبية ولكن يمكن انتقاد كل شيء بشكل عقلاني.
بالنسبة لبوبر، الذي كان معارضًا للتبريرية، يتم تضليل الفلسفة التقليدية بواسطة مبدأ السبب الكافي الزائف. ويعتقد أنه لا يمكن أبدًا تبرير الافتراض، لذا عدم وجود تبرير ليس تبريرًا للشك. بدلاً من ذلك، يجب اختبار وفحص النظريات. الهدف ليس تبريك النظريات بمزاعم اليقين أو التبرير، ولكن القضاء على الأخطاء فيها. يكتب:

### فلسفة الرياضيات
يواجه مبدأ بوبر للقابلية للدحض صعوبات للوهلة الأولى عندما يتم النظر في الوضع المعرفي للرياضيات. من الصعب تصوّر كيف يمكن أن تظهر عبارات بسيطة في الحساب، مثل "2 + 2 = 4"، على أنها خاطئة. إذا لم تكن معرضة للدحض، فإنها لا يمكن أن تكون علمية. إذا لم تكن علمية، فيجب أن يُشرح كيف يمكن أن تكون ذات فائدة بشأن كائنات وأحداث العالم الحقيقي.
كانت حلاً لبوبر إسهامًا أصيلاً في فلسفة الرياضيات. كانت فكرته أن يُمكن فهم عبارة عددية مثل "2 تفاحة + 2 تفاحة = 4 تفاحات" بطريقتين. في معناها الرياضيات البحتة، "2 + 2 = 4" هي حقيقة منطقية ولا يمكن دحضها. على النقيض، في معناها الرياضيات التطبيقية التي تصف سلوك التفاح، يمكن دحضها. يمكن القيام بذلك عن طريق وضع تفاحتين في وعاء، ثم وضع تفاحتين إضافيتين في نفس الوعاء. إذا كان هناك خمسة أو ثلاثة أو عدد من التفاح غير الأربعة في الوعاء، يُظهر أن نظرية "2 تفاحة + 2 تفاحة = 4 تفاحات" هي خاطئة. على العكس، إذا كانت هناك أربع تفاحات في الوعاء، يُظهر ذلك أن نظرية الأعداد تنطبق على الواقع.

### الفلسفة السياسية
في المجتمع المفتوح وأعداؤه وعقم المذهب التاريخ، قدم بوبر نقدًا للتاريخية ودفاعًا عن "المجتمع المفتوح". اعتبر بوبر التاريخية نظرية تقول أن التاريخ يتطور بشكل لا مفر منه وضروري وفقًا لقوانين عامة قابلة للمعرفة نحو هدف محدد. وجادل بأن هذا الرأي هو الافتراض النظري الرئيسي الذي يدعم معظم أشكال السلطوية والشمولية. وقال إن هذا الرأي يقوم على افتراضات خاطئة بشأن طبيعة القانون العلمي والتنبؤ. نظرًا لأن نمو المعرفة البشرية هو عامل سببي في تطور التاريخ البشري، ونظرًا لأنه "لا يمكن لأي مجتمع أن يتنبأ، علميًا، بحالاته المستقبلية للمعرفة،" فإنه يستنتج، حسب حجته، أنه لا يمكن وجود علم تنبؤي للتاريخ البشري. بالنسبة لبوبر، تذهب الميتافيزيقية وعدم التحديد التاريخي يدًا بيد.
في أوائل سنواته، أعجب بوبر بالماركسية، سواء كانت للشيوعيين أو الاشتراكيين. وقعت حادثة في عام 1919 كان لها تأثير عميق عليه: خلال أحداث شغب، قامت الشرطة بإطلاق النار على عدة أشخاص غير مسلحين، بما في ذلك بعض أصدقاء بوبر، عندما حاولوا الإفراج عن رفاقهم من الحزب الشيوعي من السجن. في الواقع، كانت الأحداث جزءًا من خطة قادة الحزب الشيوعي الذين لهم صلات مع بيلا كون لتولي السلطة بانقلاب؛ لم يكن بوبر يعلم بذلك في ذلك الوقت. ومع ذلك، كان يعلم أن منظمي الشغب كانوا قد أُغريوا بالمذهب الماركسي الذي يقول إن الصراع الطبقي سيؤدي إلى موتى أكثر بكثير مما سيؤدي إليه الثورة المحتومة بأسرع وقت ممكن، ولذا لم يكن لديهم أي موانع لتعريض حياة المشاغبين للخطر لتحقيق هدفهم الأناني في أن يصبحوا قادة الطبقة العاملة في المستقبل. كان هذا بداية انتقاده للتاريخية لاحقًا. بدأ بوبر في رفض التاريخية الماركسية، التي ربطها بوسائل مشكوك فيها، والاشتراكية في وقت لاحق، التي ربطها بوضع المساواة قبل الحرية (على حساب المساواة).
قال بوبر إنه كان اشتراكيًا لمدة "عدة سنوات"، وحافظ على اهتمامه بالمساواة، ولكنه تخلى عنها تمامًا لأن الاشتراكية كانت "حلمًا جميلًا"، ولكنها، تمامًا كما هو الحال مع المساواة، كانت غير متوافقة مع الحرية الفردية. في بداية الأمر، رأى بوبر أن الشمولية كانت ذات طابع يميني تمامًا، على الرغم من أنه في وقت مبكر في عام 1945 في المجتمع المفتوح، وصف حزب الشيوعي كما لو كان يقدم معارضة ضعيفة للفاشية بسبب تشابهه مع الفاشية في التاريخ.(ص.730) مع مرور الوقت، وفي الدفاع بشكل أساسي عن الديمقراطية الليبرالية، بدأ بوبر في رؤية الشيوعية السوفيتية كشكل من أشكال الشمولية، ونظر إلى القضية الرئيسية في الحرب الباردة على أنها ليست رأسمالية مقابل اشتراكية، ولكنها ديمقراطية مقابل شمولية.(ص.732) في عام 1957، قام بوبر بتكريس عقم المذهب التاريخي لـ "ذكرى الرجال والنساء والأطفال الذين سقطوا ضحية الاعتقاد الفاشي والشيوعي في قوانين لا مفر منها للمصير التاريخي."
في عام 1947، شارك بوبر في تأسيس جمعية مونت بيليرين مع فريدريش هايك، ميلتون فريدمان، لودفيغ فون ميزس وآخرين، على الرغم من عدم موافقته الكاملة على ميثاق وأيديولوجية الجمعية. على وجه التحديد، قدم توصية غير ناجحة بدعوة الاشتراكيين للمشاركة، وأن يتم التركيز على تسليط الضوء على تسلسل القيم الإنسانية بدلاً من دعم السوق الحرة كما هو متصوّر في الليبرالية الكلاسيكية.

#### مفارقة التسامح
على الرغم من أن بوبر كان يدعم التسامح، إلا أنه حذر أيضًا من التسامح غير المحدود. في المجتمع المفتوح وأعداؤه، قال:
يجب أن يؤدي التسامح غير المحدود إلى اختفاء التسامح. إذا قمنا بتوسيع التسامح غير المحدود حتى لمن هم غير متسامحين، إذا لم نكن مستعدين للدفاع عن مجتمع متسامح ضد هجمات غير المتسامحين، فإن المتسامحين سيتم تدميرهم، ومعهم التسامح. في صياغتي لهذا، لا أعني، على سبيل المثال، أن يجب أن نكبت دائمًا عبارة الفلسفات غير المتسامحة؛ طالما نستطيع مواجهتها بواسطة الحجج الرشيدة وإبقائها تحت السيطرة بفعل الرأي العام، ستكون القمع بالتأكيد أمرًا غير حكيم. ولكن يجب أن ندعي الحق في قمعها إذا لزم الأمر حتى بالقوة؛ لأنه قد يتبين بسهولة أنهم غير مستعدون لمقابلتنا على مستوى الحجج الرشيدة، بل يبدأون بالتنديد بجميع الحجج؛ قد يمنعون أتباعهم من الاستماع إلى الحجج الرشيدة، لأنها مضللة، ويعلمونهم كيفية الرد على الحجج باستخدام القبضات أو المسدسات. لذا يجب علينا أن ندعي، باسم التسامح، الحق في عدم تحمل الأشخاص الذين لا يتسامحون. يجب أن ندعي أن أي حركة تدعو إلى التعصب تضع نفسها خارج القانون، ويجب علينا أن نعتبر التحريض على عدم التسامح والاضطهاد أمرًا جنائيًا، بنفس الطريقة التي يجب بها أن نعتبر التحريض على القتل، أو على خطف الأشخاص، أو على إحياء تجارة الرقيق، أمرًا جنائيًا.

#### نظرية المؤامرة في المجتمع
انتقد بوبر ما وصفه بـ "نظرية المؤامرة في المجتمع"، أي الرؤية التي تقول أن الأشخاص أو الجماعات القوية، كأنهم آلهة في فعاليتهم، مسؤولون عن جلب كل سوء في المجتمع عن عمد. وفقًا لبوبر، هذا الرأي لا يمكن أن يكون صحيحًا، لأن "لا شيء يحدث كما هو مقصود تمامًا." ووفقًا لفيلسوف ديفيد كودي، "تم استشهاد بوبر في كثير من الأحيان من قبل نقاد نظريات المؤامرة، وتتكون آراؤه حول هذا الموضوع لا تزال تشكل الأرثوذكسية في بعض الأوساط." ومع ذلك، أشار الفيلسوف تشارلز بيجدين إلى أن حجة بوبر تنطبق فقط على نوع معين جدًا من نظريات المؤامرة، وليس على نظريات المؤامرة عمومًا.

### ما وراء الطبيعة

#### الحقيقة
في وقت مبكر، في عام 1934، كتب بوبر عن البحث عن الحقيقة كـ "واحدة من أقوى الدوافع لاكتشاف العلم". ومع ذلك، يصف في المعرفة الهدفية (1972) مخاوف مبكرة حيال مفهوم الحقيقة كـ نظرية مطابقة الحقيقة. ثم جاءت نظرية الحقيقة الدلالية التي وضعها المنطقي ألفريد تارسكي ونُشرت في عام 1933. كتب بوبر عن تعلمه في عام 1935 لعواقب نظرية تارسكي، لفرحه الشديد. إن هذه النظرية قابلت الاعتراضات الحادة للحقيقة الموافقة وبالتالي أعادت تأهيلها. كما بدت النظرية، في رأي بوبر، داعمة للواقعية ما وراء الطبيعة والفكرة التنظيمية للبحث عن الحقيقة.
وفقًا لهذه النظرية، فإن شروط صدق جملة، وكذلك الجمل نفسها، هي جزء من لغة فوقية. لذا، على سبيل المثال، تكون الجملة "الثلج أبيض" صحيحة إذا وفقط إذا كان الثلج أبيض. على الرغم من أن العديد من الفلاسفة قد فسروا، وما زالوا يفسرون، نظرية تارسكي كنظرية مواردة على الحقيقة, يشير بوبر إليها باعتبارها نظرية يُستبدل فيها "صحيح" بـ "تتوافق مع الحقائق". يستند هذا التفسير إلى حقيقة أن أمثلة مثل تلك الموضحة أعلاه تشير إلى شيئين: التأكيدات والحقائق التي تشير إليها. يحدد تصويب تارسكي لشروط الحقيقة للجمل كإدخال "فعل تواصلي" ويميز الحالات التالية:
1. "جون اتصل" صحيح.
2. "إنه صحيح أن جون اتصل."

الحالة الأولى تنتمي إلى لغة فوقية في حين أن الثانية تنتمي بشكل أكبر إلى لغة الكائنات. وبالتالي، "أنه صحيح أن" يمتلك الوضع اللوجستي للتفاوت. "صحيح", من ناحية أخرى، هو فعل يُعتبر ضروريًا للقيام بملاحظات عامة مثل "كان جون يقول الحقيقة عن فيليب".
بناءً على هذا الأساس، جنبًا إلى جنب مع المحتوى اللوجستي للتأكيدات (حيث يتناسب المحتوى اللوجستي عكسيًا مع الاحتمال)، تابع بوبر تطوير مفهومه المهم للقرب الحقيقة أو "مشابهة الحقيقة". الفكرة الحدسية وراء القرب هي أن يمكن قياس التأكيدات أو الفرضيات في النظريات العلمية بشكل موضوعي بالنسبة لكمية الحقيقة والباطل التي تنطوي عليها. وبهذه الطريقة، يمكن تقييم نظرية على أنها أكثر صحة أو أقل صحة من أخرى على أساس كمي، الذي يؤكد بوبر بشكل قوي أنه لا علاقة له بـ "الاحتمالات الشخصية" أو أي اعتبارات "معرفية" أخرى.
أبسط صياغة رياضية يقدمها بوبر لهذا المفهوم يمكن العثور عليها في الفصل العاشر من تخمينات ونقد. حيث يعرِّفها على النحو التالي:
{\displaystyle {\mathit {Vs}}(a)={\mathit {CT}}_{v}(a)-{\mathit {CT}}_{f}(a)\,}
حيث {\displaystyle {\mathit {Vs}}(a)} هو قرب الحقيقة لـ a, و{\displaystyle {\mathit {CT}}_{v}(a)} هو قياس لمحتوى صحة a, و{\displaystyle {\mathit {CT}}_{f}(a)} هو قياس لمحتوى الباطل لـ a.
اتضح أن المحاولة الأصلية التي قدمها بوبر لتحديد القرب، ولكن قياسه، لم تكن كافية. ومع ذلك، ألهمت محاولته ثروة من المحاولات الجديدة.

## كتب عنه عربيًّا
- فلسفة كارل بوبر: منهج العلم … منطق العلم - يمنى طريف الخولي، 2003[70]
- مشكلة الإستقراء في إبستيمولوجيا كارل بوبر - نعيمة ولد يوسف، 2015[71]
- فلسفة العلم عند كارل بوبر - فاطمة يونس محمد يوسف، 2015[72]
- نظرية الديمقراطية عند كارل بوبر - وجدي خيري، 2016[73]
- كارل بوبر والمنعطف الإبستمولوجي - باسل فرحان صالح، 2016 [74]
- فلسفة كارل بوبر السياسية من الإبستمولوجيا إلى الإيدلوجيا - أحمد فاروق، 2018[75]
- الفلسفة السياسية والإجتماعية - نحو هندسة عالم أفضل عند كارل بوبر - لطيفة بهلول، 2019[76]
- المعيار العلمي عند كارل بوبر - سدير طارق العاني، 2019[77]
- كارل بوبر: مائة عام من التنوير - عادل مصطفى، 2020[78]
- القيمة المعرفية للاستقراء ؛ دراسة مقارنة بين كارل بوبر ومحمد باقر الصدر - منال باقر، 2021[79]
- الفكر التربوي في فلسفة كارل بوبر - يوسف المحيميد، 2021[80]

## روابط خارجية
- كارل بوبر على موقع الموسوعة البريطانية (الإنجليزية)
- كارل بوبر على موقع مونزينجر (الألمانية)
- كارل بوبر على موقع ميوزك برينز (الإنجليزية)
- كارل بوبر على موقع إن إن دي بي (الإنجليزية)